# スマート保健相談室
スマート保健相談室（スマートほけんそうだんしつ）は、日本の厚生労働省が2022年3月29日に開設した、若年層向けの性や妊娠の情報提供ウェブサイトである。
2023年5月ごろ、ウェブサイトの運営が厚生労働省からこども家庭庁に移管された。

## 概要
SNSの普及で性の情報が氾濫する中、性や妊娠についての正しい情報と健康管理（プレコンセプションケア）を推進するため、身体や性についての正しい情報や相談窓口を紹介する。サイトのデザインや内容は、高校生の意見を聞きながら作成された。大きく「相談窓口」「正しい知識Q&A」「インタビュー・コラム」「関連する情報や普及啓発資料」の4コーナーがある。
宣伝用の素材がサイト内で無料ダウンロード可能で、モデルの重川茉弥を起用している。サイト内で、重川と高橋幸子との対談動画が配信されている。
「健やか親子21応援メンバー」などで広報協力が行われ、各地の自治体や公立学校での紹介のほか、ByteDance、エムティーアイ、シナジア、アーネストウェブ、NPO法人ソシオキュアアンドケアサポート、性教育いらすとなどが広報に協力している。